# 나카무라 후세쓰

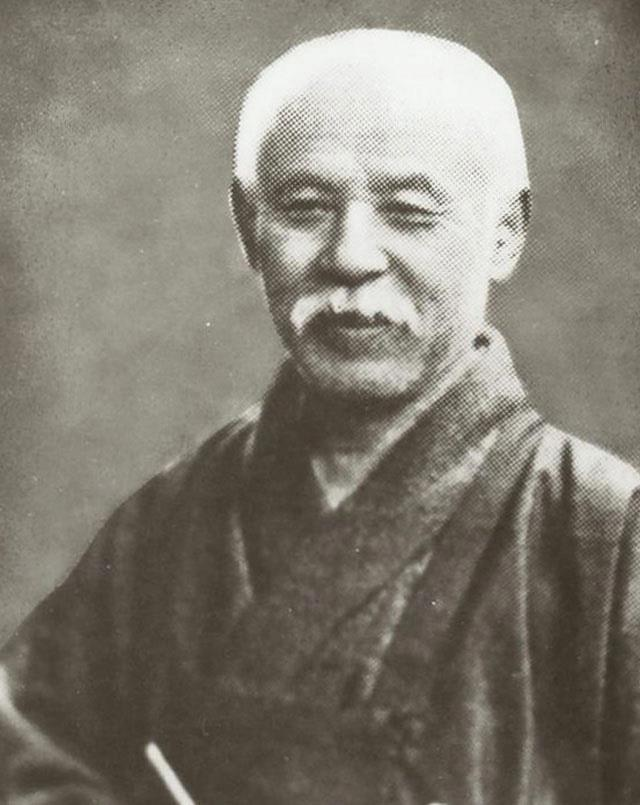
나카무라 후세쓰

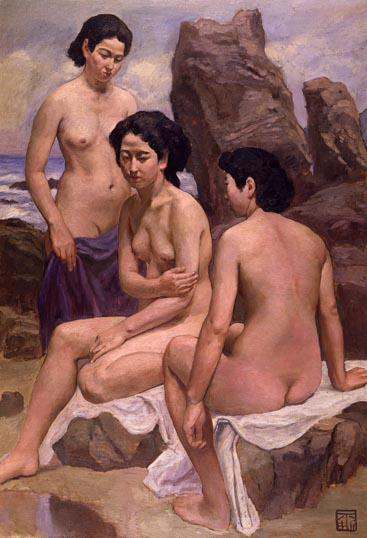
해안가의 세 아가씨, (1939년 도쿄 국립근대미술관

나카무라 후세쓰(일본어: 中村 不折, 1866년-1943년)는 메이지 시대부터 쇼와 시대까지 활약 한 일본의 서예가, 서양화가이다. 다이헤이요 미술회 교장을 지냈으며 나는 고양이로소이다의 삽화가로 유명하다.
중국책 수집가로도 유명하여 당나라의 서예가 안진경의 현존하는 유일한 진필인 「顔真卿自書建中告身帖」등을 수집했고 1936년 다이토구에 서예박물관(현 다이토 구립 서도박물관)을 개관했다.

## 경력

### 어린 시절

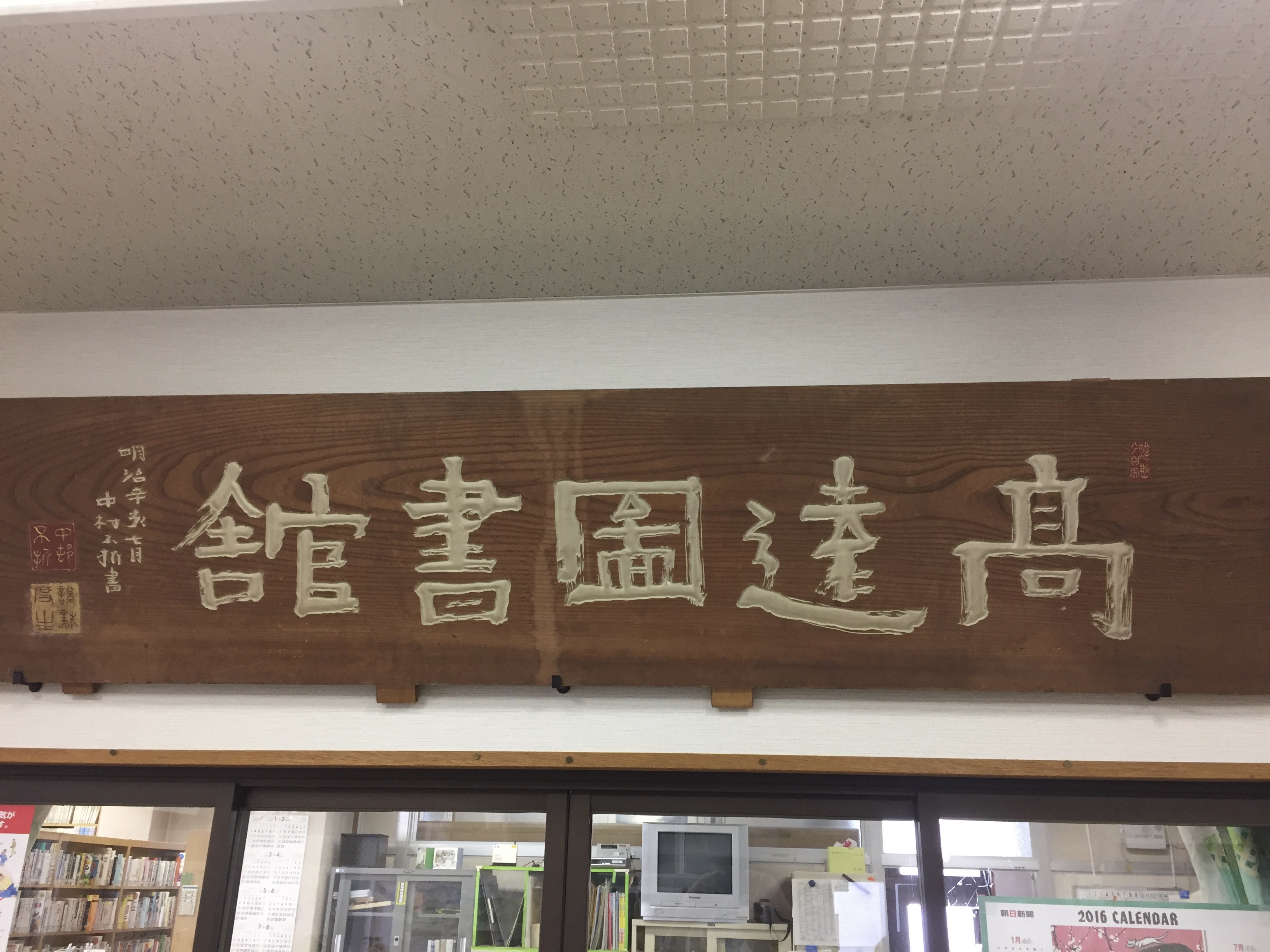
이나시 다카토 도서관에 있는 후세쓰의 장서

에도 교바시 핫초보리(주오구 미나토)에서 태어났다. 1870년에는 메이지 유신의 혼란을 피해 아버지의 고향인 나가노현 다카토(지금의 이나시)으로 돌아갔다. 어릴적부터 그림을 좋아해 물건 모양을 묘사하곤 했다. 19세에 北原安定에게 한적을, 真壁雲卿에게 남화(南画), 白鳥拙庵에게 서예를 배웠다. 니시다카토 학교에서 학생이자 비상근교사가 되었다. 21세에 니시이나 부학교의 조교가 되었다. 22세엔 이다 소학교에서 미술, 수학 교사로 일했다. 학생중에 菱田春草, 樋口龍峡 등이 있었다. 여름방학때 河野次郎에게 서양화 기초를 배웠다.

### 도쿄 상경, 마사오카 시키

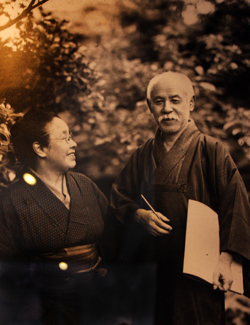
나카무라 후세쯔 부부

1887년 4 월에 상경, 다카하시 고레 키요의 저택에 더부살이하면서画塾"부동 사」에 입문. 코야마 쇼타로 에게 사사 그림을 배웠다. 25 세 때 제 2 회 메이지 미술 회 전시회에 수채화 3 점을 출품. 1891년에 유화를 비롯해 현존하는 최초의 작례 「자화상」을 제작. 28 세 때 제 5 회 메이지 미술 회 전시회에 "동정하라 집의 사생」외를 출품했다.
1894년에는 마사오 카 시키를 만나 일본 신문사 가 발행하는 신문 " 일본 "의 기자가되어 신문 '소 일본」의 삽화를 담당한다. 신문 '소 일본」126 호에 하이쿠가 게재되어 처음 "후 세쯔"의 이름을 사용한다. 30 살 때, 마사오 카 시키와 함께 청일 전쟁에 종군 중국에 건너 설명서에 관심을 가진다.
31 세 때 호리바 실 결혼. 일본 신문사에 입사 계속 삽화를 담당한다. 34 세 때 제 10 회 메이지 미술 전람회에 "淡煙」 「단풍 마을」을 출품. 「단풍 마을 '은 1900년의 파리 만국 박람회에서 포상을 수상한다. 그 후, 시타 야 구 중 네기시 31 번지에 화실을 신축 이사했다.

### 도불 귀국
1901년 6 월에 프랑스 로 건너 라파엘 코란 에게 사사한다. 시마 자키 도손이 간행 한 「落梅집」의 삽화를 담당. 37 세의 나이에 아카데미 줄리앙 로 돌아서 장 폴 로란스 들로부터 그림의지도를 받아 39년 율리우스 화 학원의 콩쿨에 입상. 또한 누마一雅, 오카 세이이치와 함께 뫼동에 가서 오귀스트 로댕을 방문하여 서명 그림을 받는다. 동향의 오기 와라 로쿠 잔 이 파리에 유학하면 그 이후로 보았다.
프랑스 유학에서 1905년에 귀국 후에는 메이지 미술 회 후 신인 태평양画会에 소속 주로 역사 영상 분야에서 활약하고 동서의 역사를 소재로 하는 유화를 많이 그렸다. 1907년 시기의 작품 인 '건국剏業"는 도쿄 부 주최의 「권업 박람회'에 출품 된 제 1 등을 수상했지만, 천황가의 조상 하나님 한인 아마테라스 오오미카미과 그것을 수호하는 7 명 의 남신들을 모두 알몸으로 그린 위해 당시 문교부 장관이었던 구키 류이치는 " 불경 하다"고 분노했다. 또한이 작품은 관동대 지진으로 소실되어 버렸다.

### 작가와의 교류

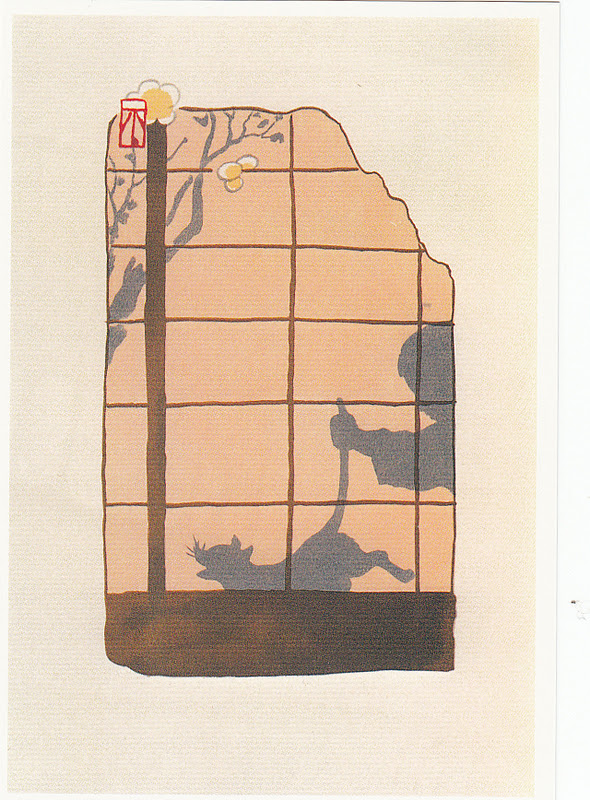
나쓰메 소세키 「 나는 고양이로 소이다 」상권 삽화 (1905년 간행)

또한 숲鷗外와 나쓰메 소세키 등의 작가 도 친하게, 삽화와 제자를 다루는 것도 많았다.
시마 자키 도손의 시집 「 와카 집 」(1897년, 「잎새 배」(1898년)의 삽화를 담당했다.
1905년에 「 나는 고양이로 소이다 」상권이 간행된 삽화를 그렸다. 소세키는 불 골절로 발송 "발매 일에서 20 일에 초판이 매진, 그것은 후 세쯔의 경묘 한 삽화 덕분이며, 매우 매출의 경기를 도와 준 것을 감사한다"는 취지의 편지 을 보내고있다 .
이듬해 1906년에는 이토左千夫의 소설 「 들국화 무덤 」의 삽화도 다루고있다.
1922년 7월 9일에 숲鷗外가 죽었다 때는 "書하 나카무라 후 세쯔 니 위임시, 궁 내성 육군 노榮典하絶對니取리야메오請후"」라는 유언에 따라 후 세쯔가 묘비명을 휘호했다.

### 서예 박물관의 창설

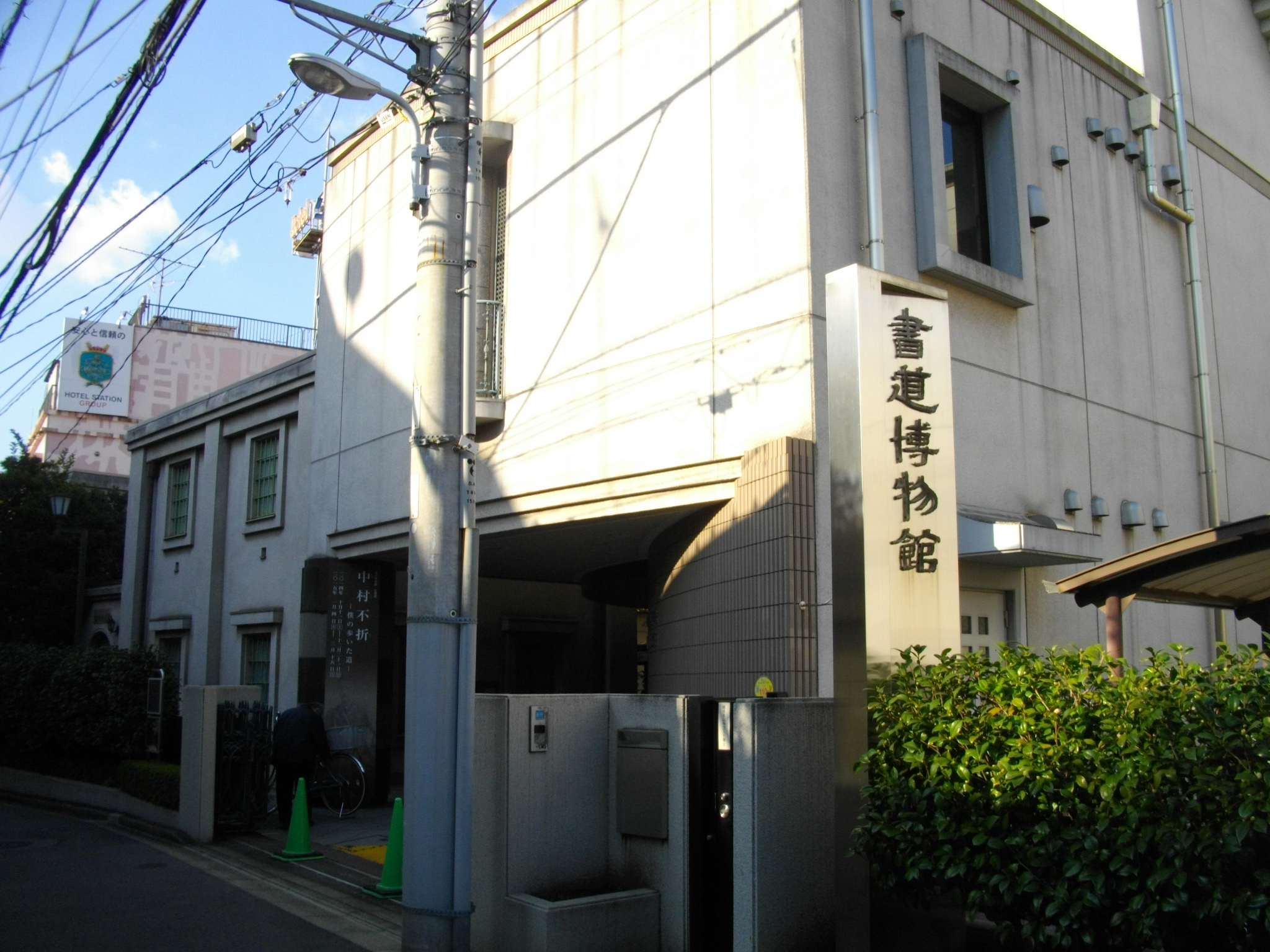
다이토 구립서도 박물관 (2014년 촬영)

그 후 일본 신문사를 퇴사 아사히 신문사의 직원이된다. 43 세 때 "龍眠첩」을 간행. 마에다黙鳳들과健筆회를 결성. 47 세 때 하동碧梧桐들과 "龍眠회 '를 결성. "난 정서」간행. 49 세 때 도쿄 다이쇼 박람회 에 "廓然無聖"다른 사람을 출품. "永寿두년 삼월 병」을 입수. 50 살 때, 시타 야 구上根岸125 번지 (현 다이토 구 네기시 2 쵸메)에 이사한다. "예술 해부학」 「적벽 부존"발행. 51 세 때 "불折山인 병 용띠溌墨」제 1 집 제 2 집을 발간. 제 10 회문 전시회에 '여명」 「황혼」을 출품. 64 세 때 태평양 미술 학교가 개교 초대 교장에 취임했다.
만년에는 스스로 수년 동안 수집 한 서예 자료 수집을 저장 전시하기 위해 "서예 박물관"의 창설에 진력하고 67 세의 나이에 박물관 설립에 착수한다. 70 살 때, 제국 미술 원을 개편하고 그 회원이된다. 요즘 서예 박물관 문부성보다 재단법인의인가를 받는다. 71 살 때 1936년(쇼와 11년)에 서예 박물관이 개관하고 같은 해 11월 3일 개관식이 열렸다. 72 세 제국 예술원에 가입. 1943년(쇼와 18년) 6월 6일 저녁, 뇌일혈을 위해 시타 야 구의 자택에서 급사. 향년 78 세 . 6월 10일에 중간 네기시永称寺에서 영결식 이 진행되며 다마 공동 묘지에 묻혔다.

후 세쯔 사후 서예 박물관은 유족이 인수 운영하고 있었지만, 1995년에 폐관 다이토 구에 기증되었다. 1999년(헤세이 11년)에 「나카무라 후 세쯔 기념관」이 완성 이듬해 2000년(헤세이 12년)에 「다이토 구립서도 박물관 "으로 오픈했다.

## 후 세쯔 작품

### 회화 작품
유화 등

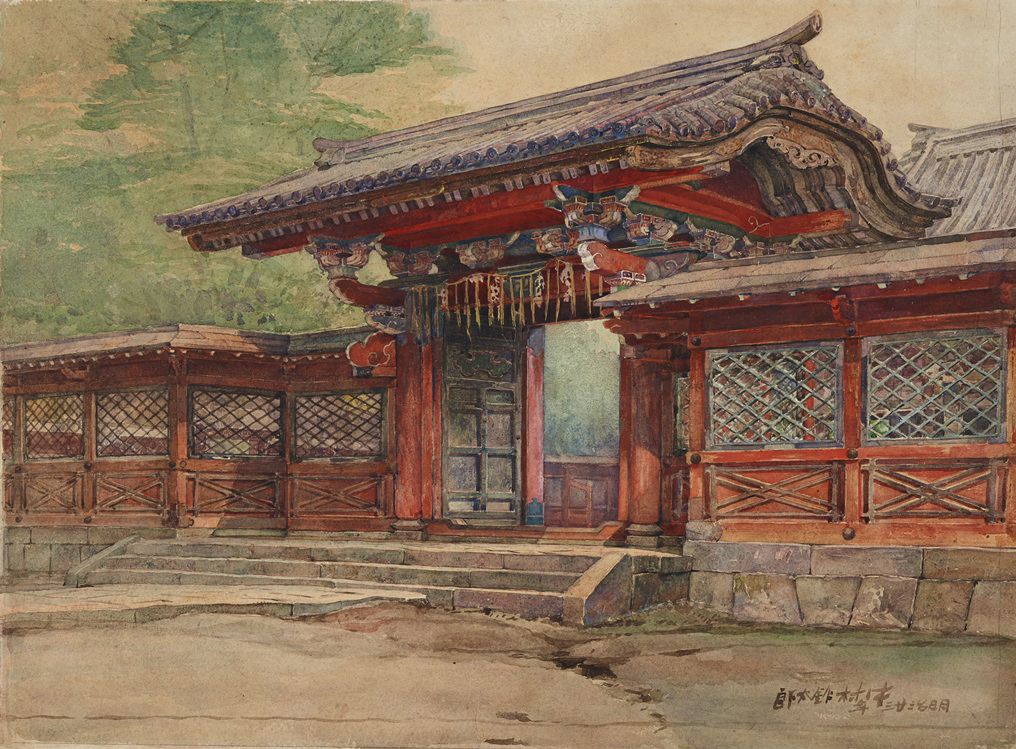
" 잔디 조우 죠 야마토 "1890년
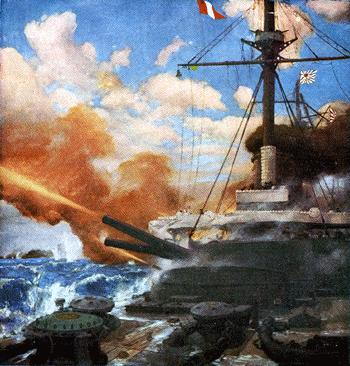
벽화 " 러일 역 쓰시마 해전 " 연합 함대 기함 미카사 」, 1905년
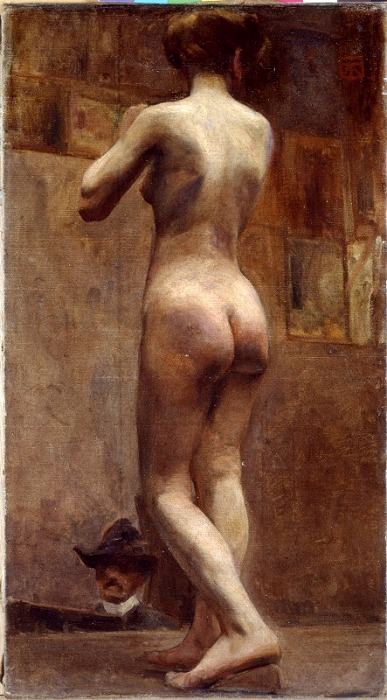
"나부 입상"1903년경 오이타 현립 예술 회관
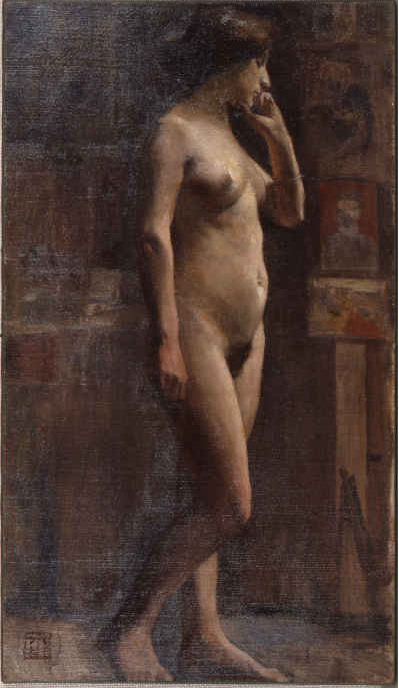
"나부 입상"1903년경 미에 현립 미술관
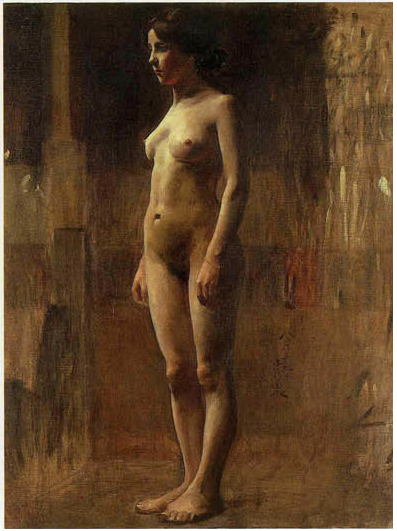
"나부 입상"1903년 - 1904년경 나가노 현 시나노 미술관
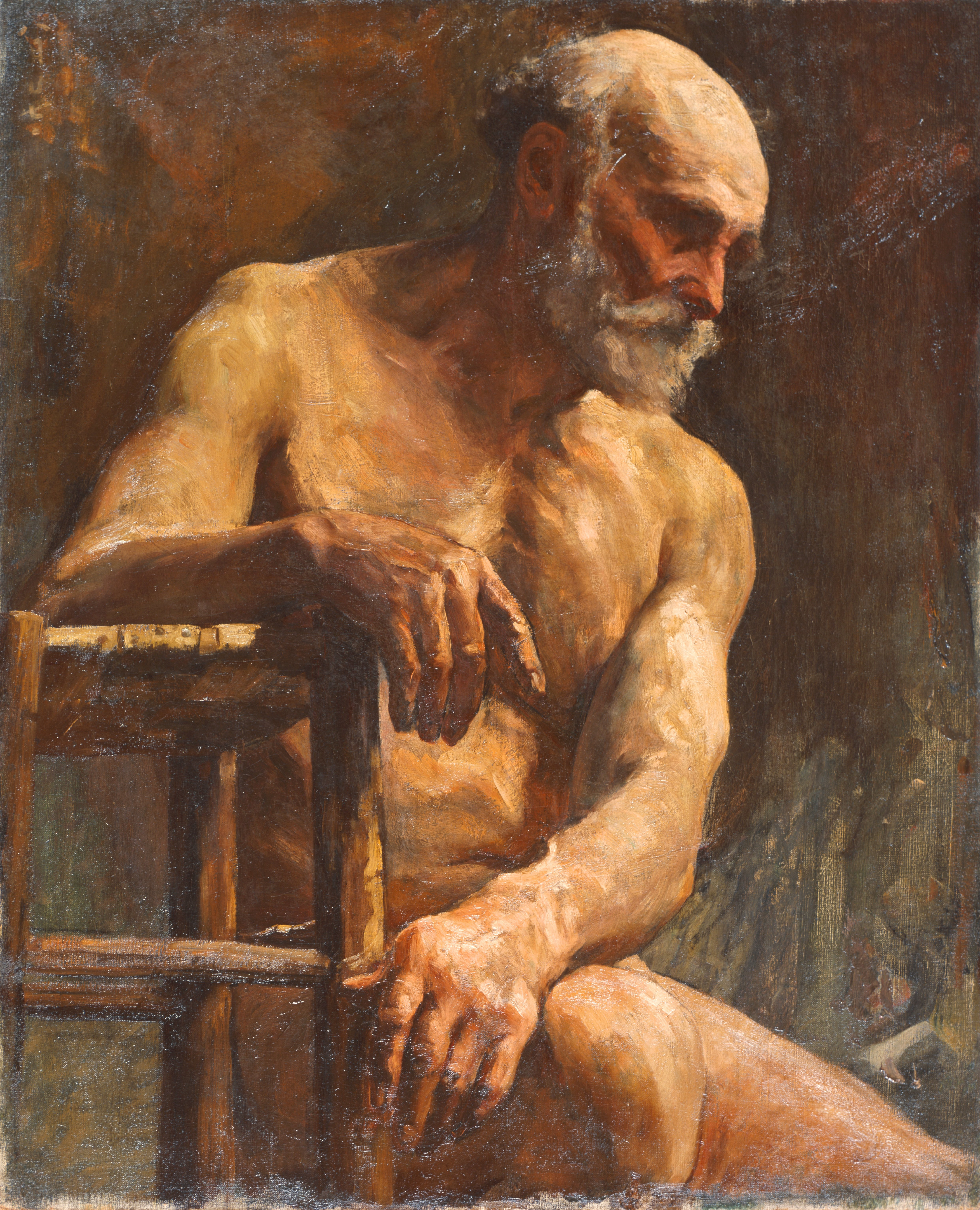
"누드"1903년 - 1905년
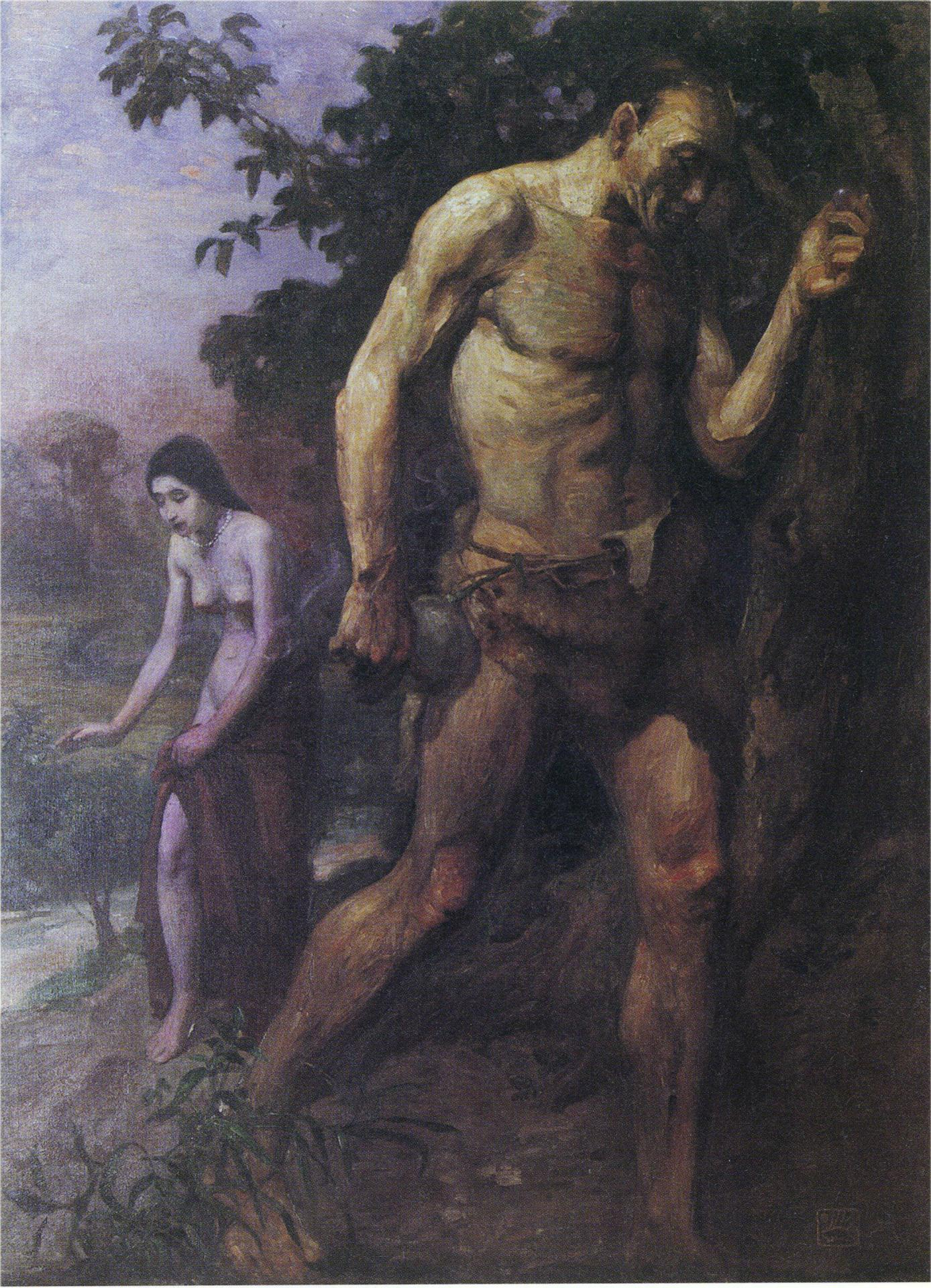
"거인 뒤"1912년 나가노 현이나 문화 회관
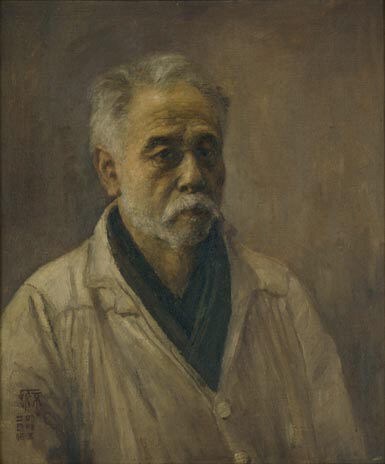
자화상 1930년 도쿄 국립 근대 미술관

삽화 등

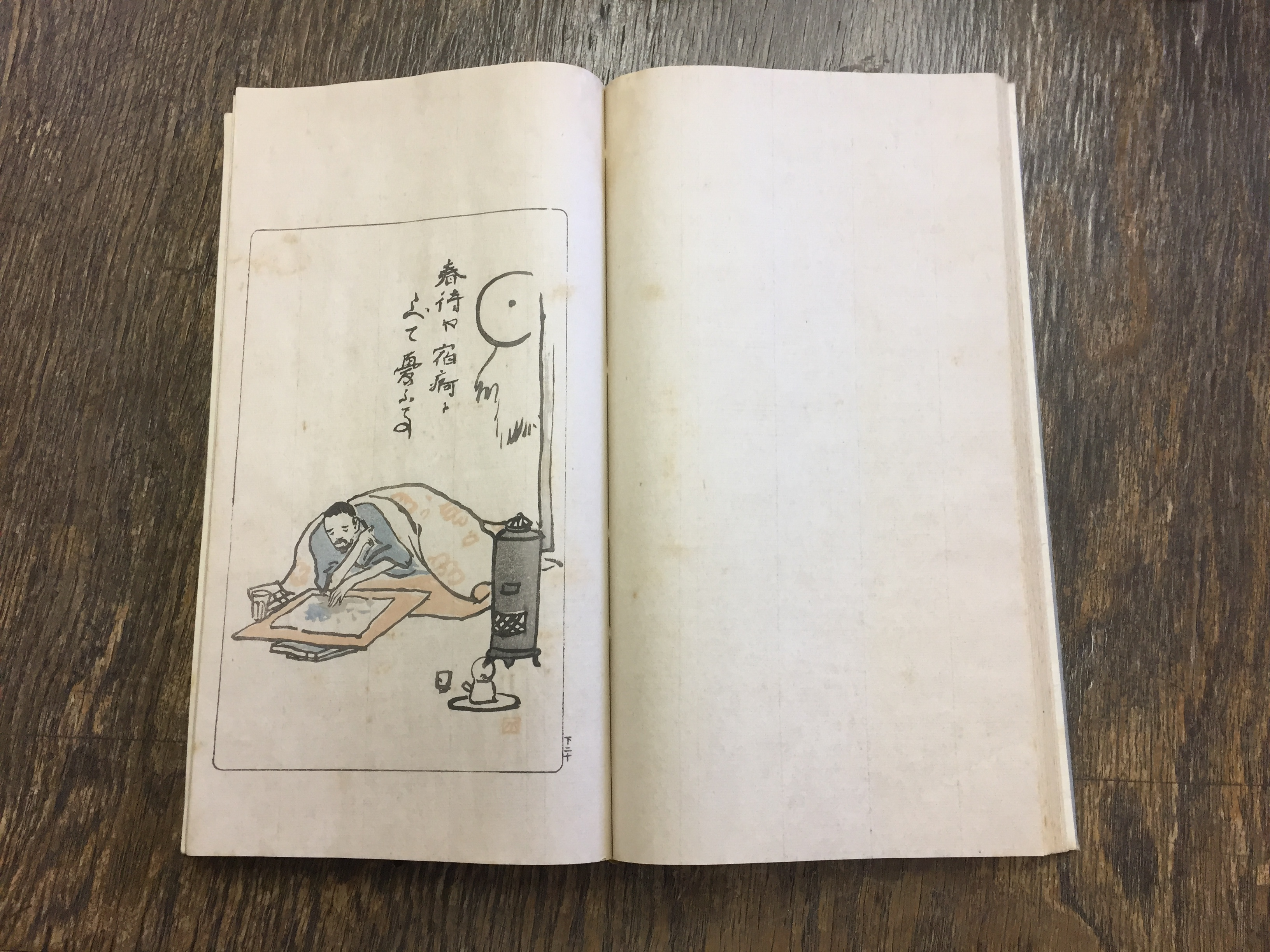
하마虚子, 하동碧梧桐, 나쓰메 소세키와 나타냈다 "후 세쯔俳畫"의 삽화
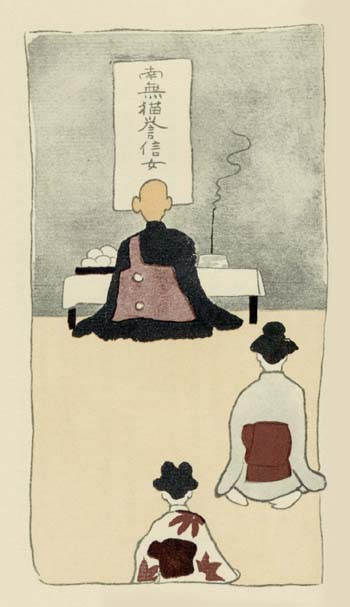
나쓰메 소세키 「 나는 고양이로 소이다 」삽화
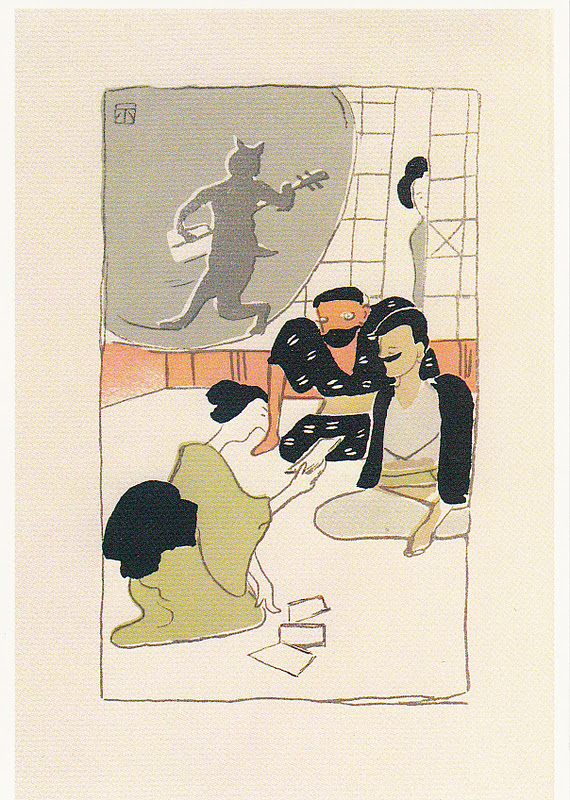
나쓰메 소세키 「나는 고양이로 소이다」삽화
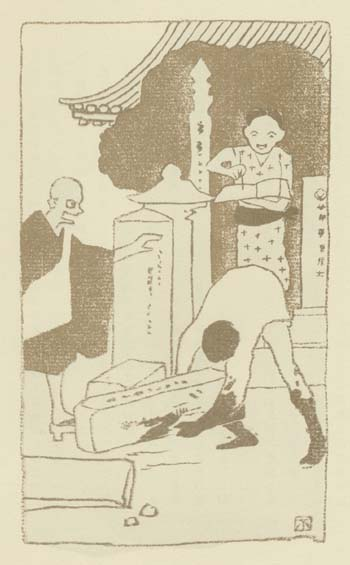
나쓰메 소세키 「나는 고양이로 소이다」삽화
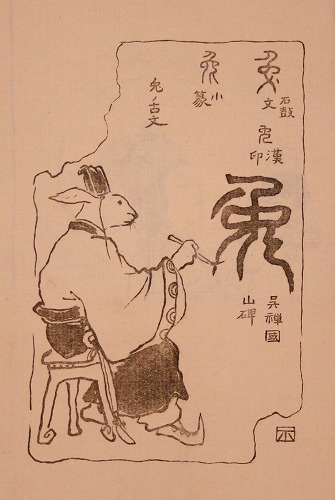
" 십이지 첩 (兎노 고문)"다이토 구립 서예 박물관
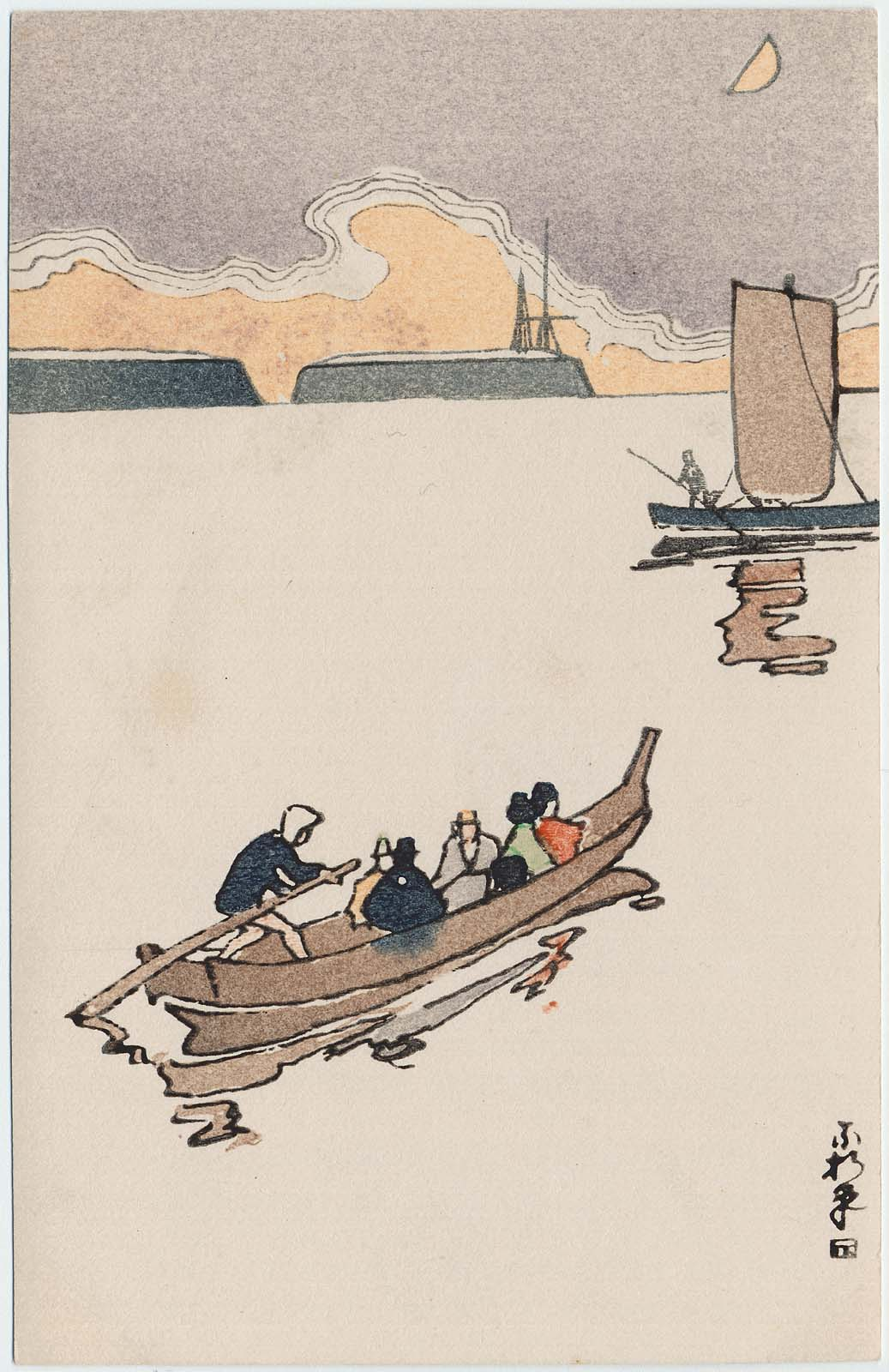
풍경화, 1915년경
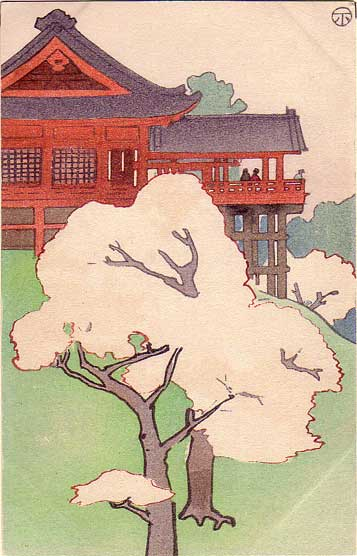
풍경화, 1915년경
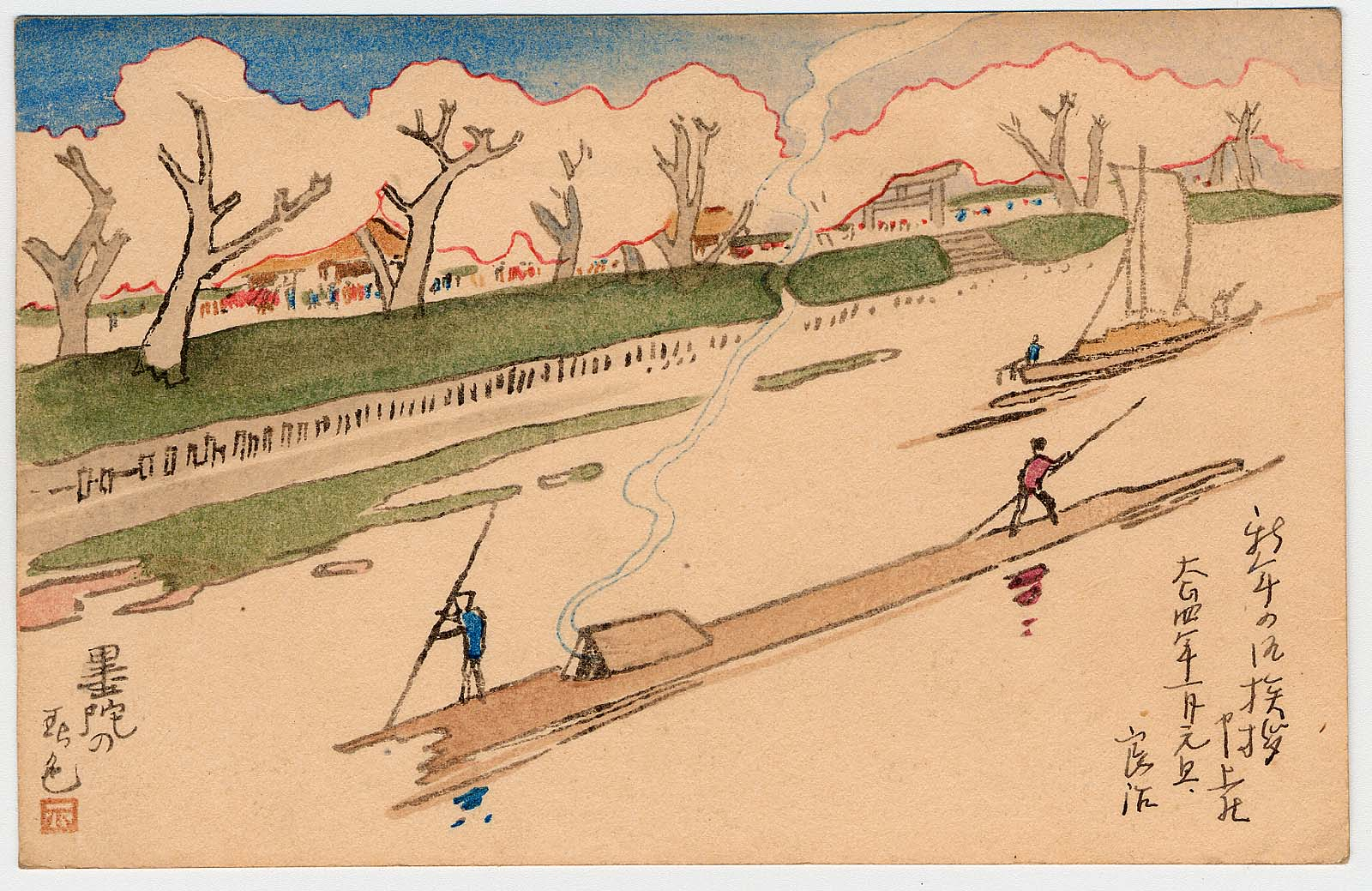
풍경화, 1915년경

### 서예 작품

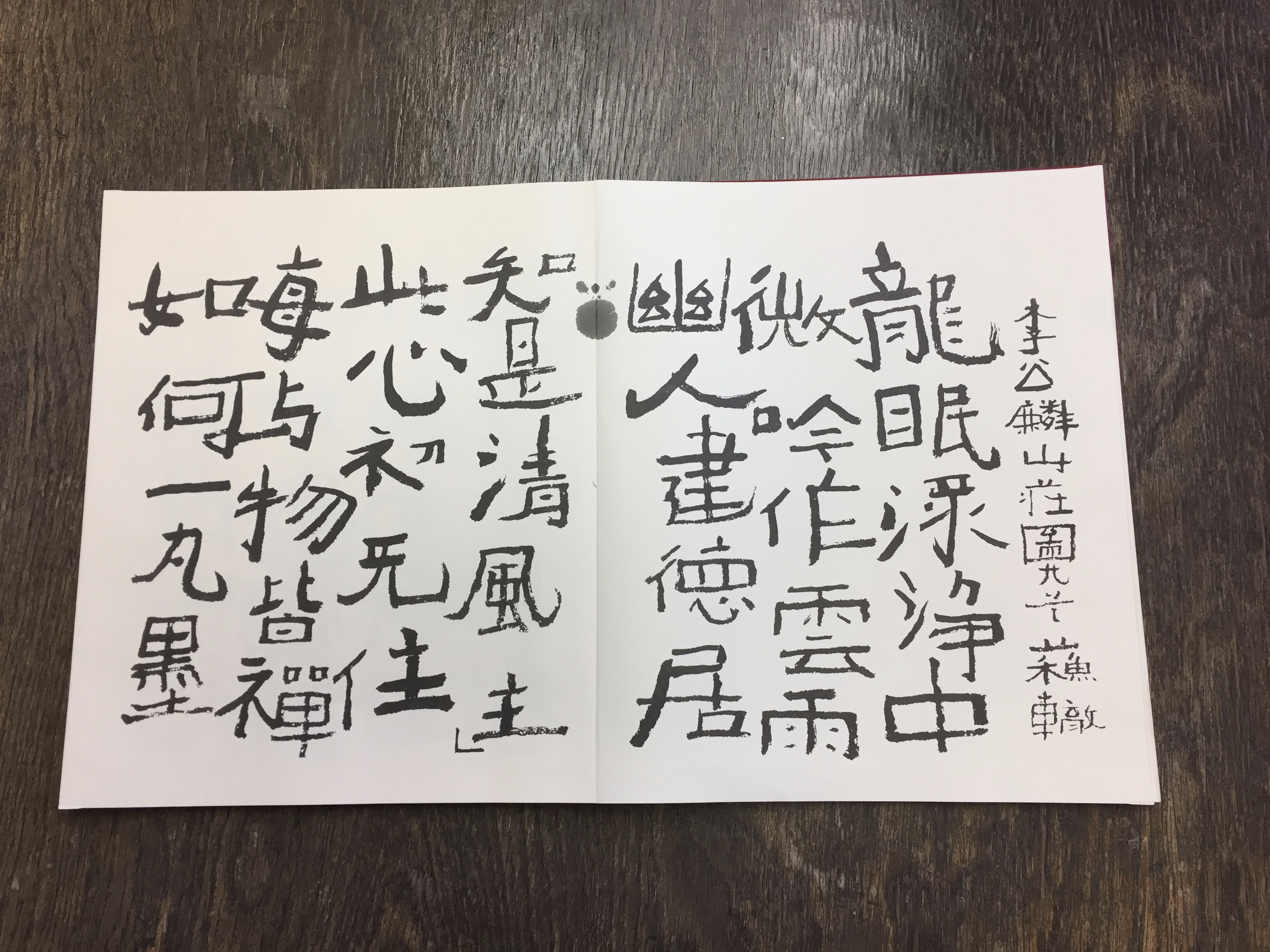
나카무라 후 세쯔 "龍眠 첩"
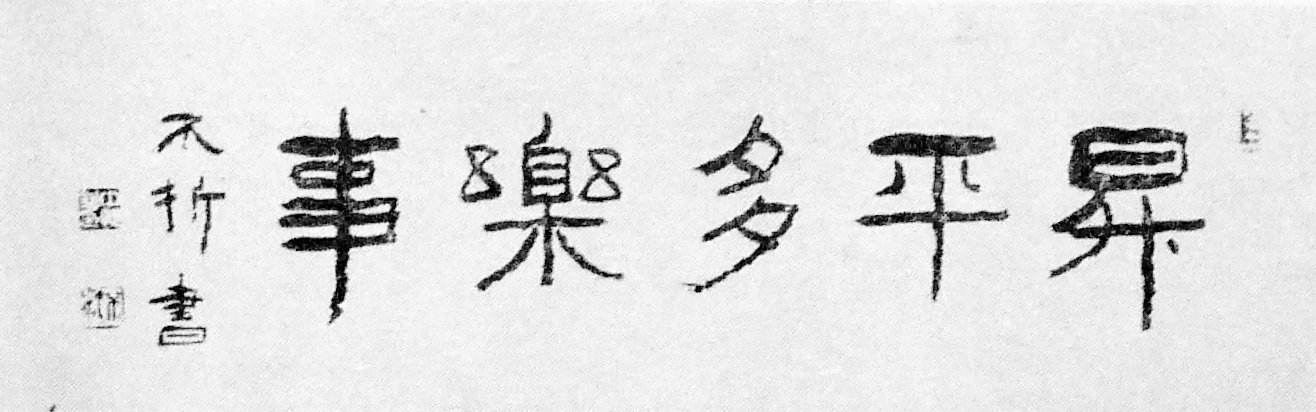
"다섯 자 승평 다 樂事"
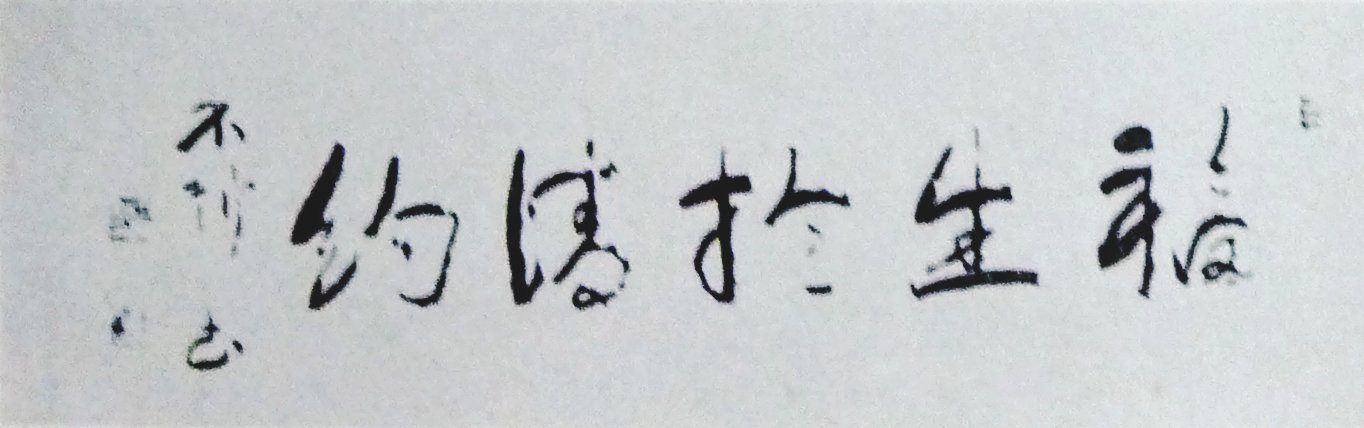
"다섯 자 훗 於情 약"
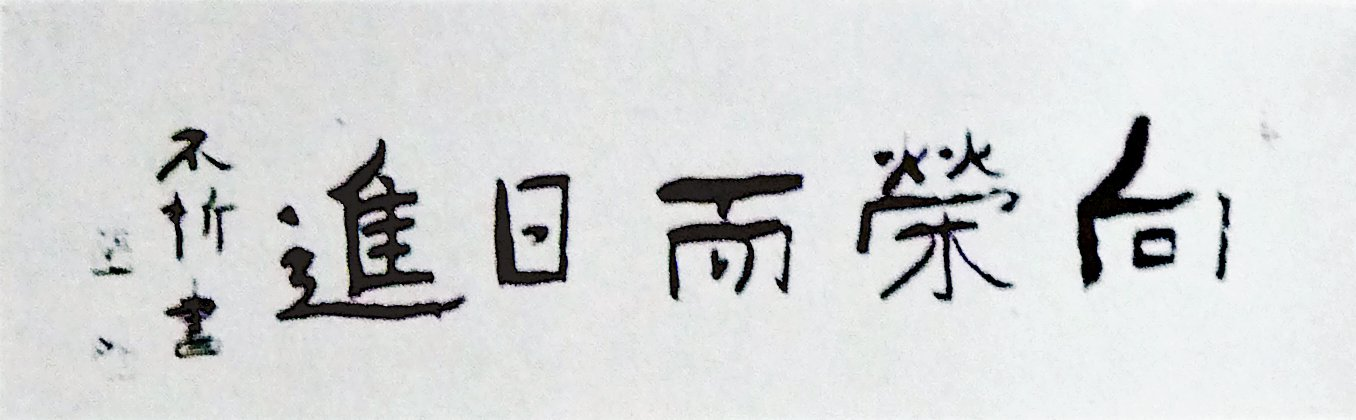
"다섯 자 向榮 而日 진행"
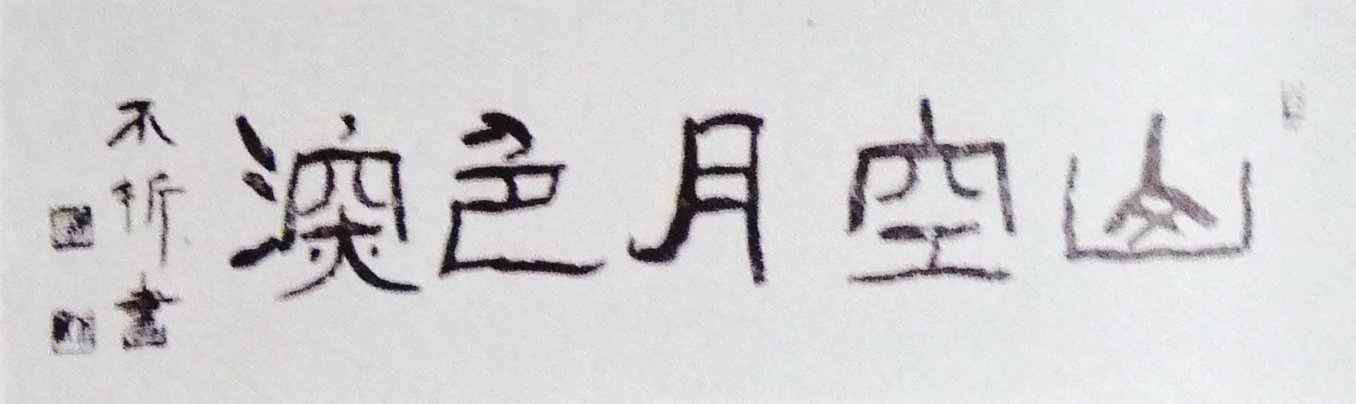
"다섯 자 山空 월 색상 깊이"
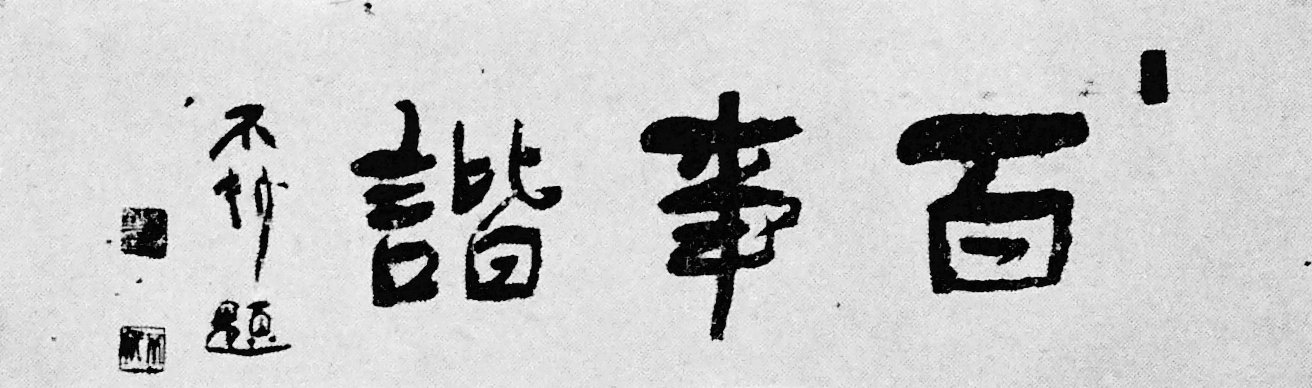
"석자 百事 諧"
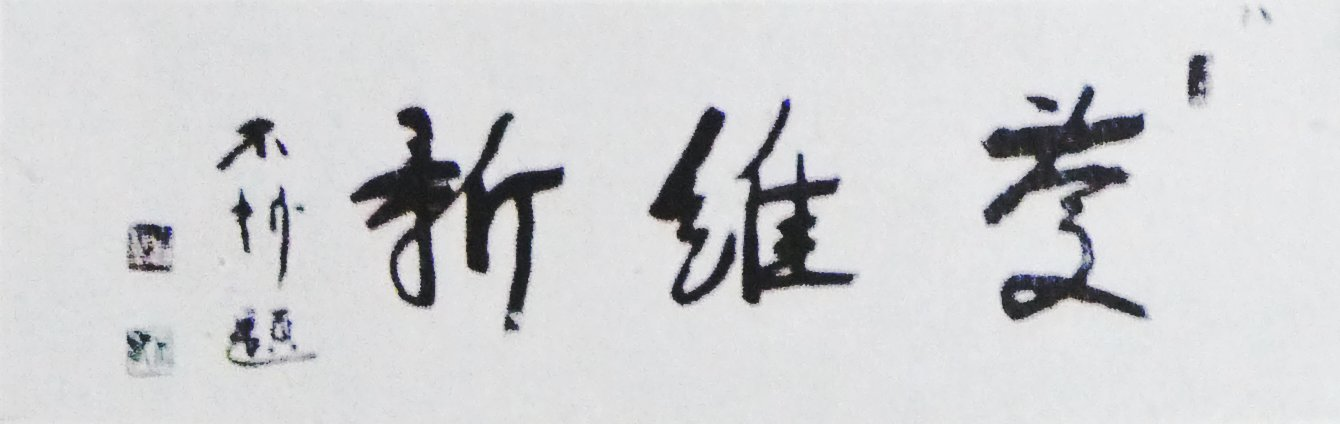
"석자 경북 유신"
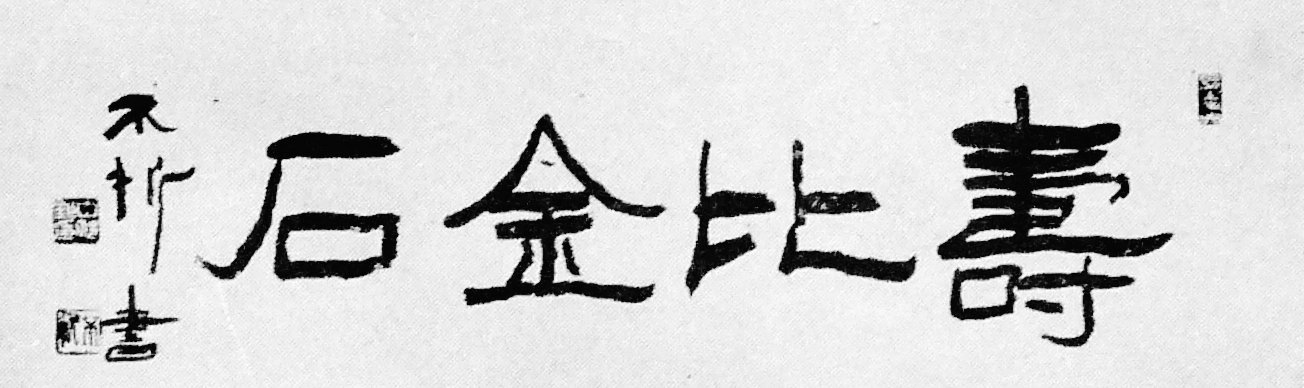
"네 글자 壽比 금석"
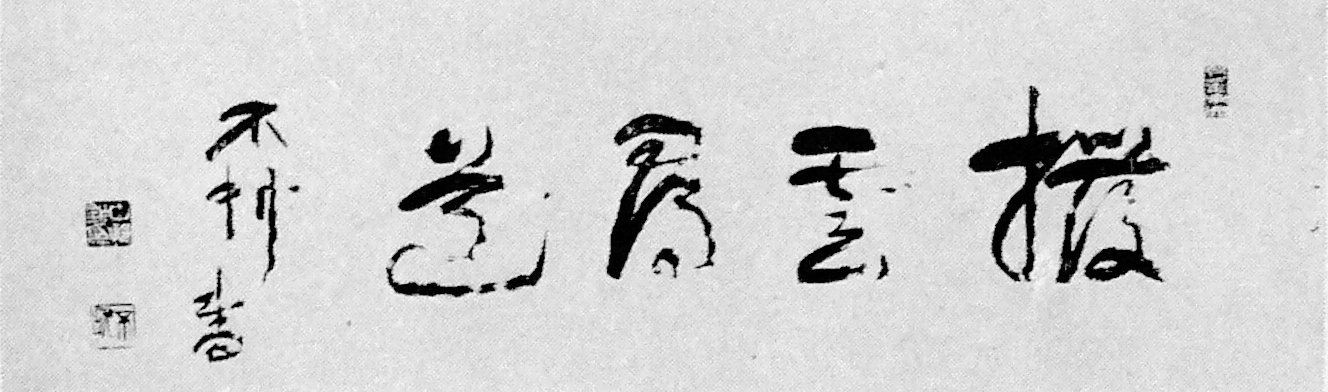
"네 글자 撥雲尋 길 '
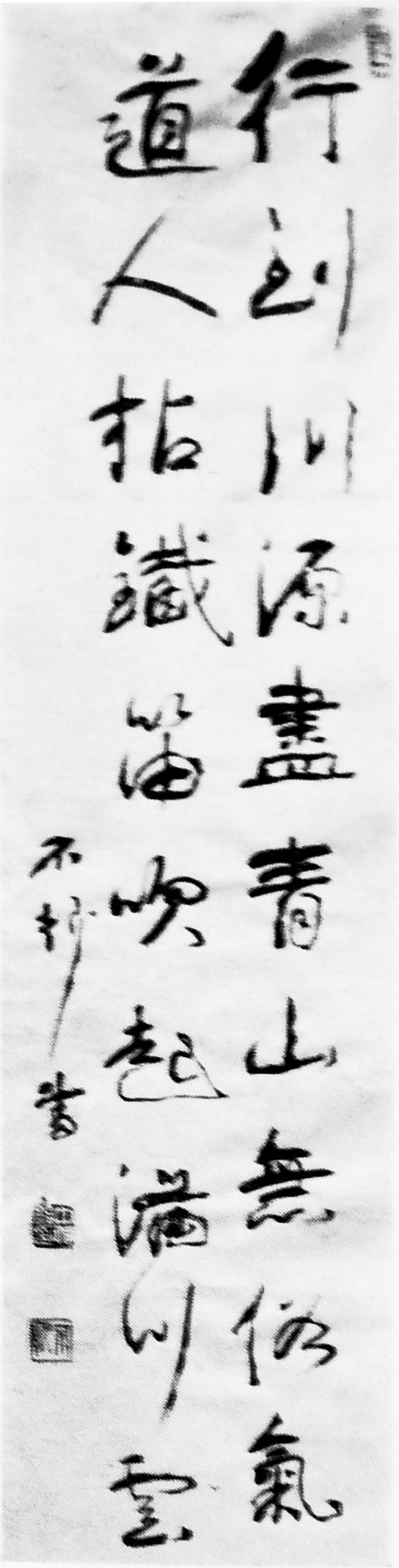
"오 절대 두 줄"

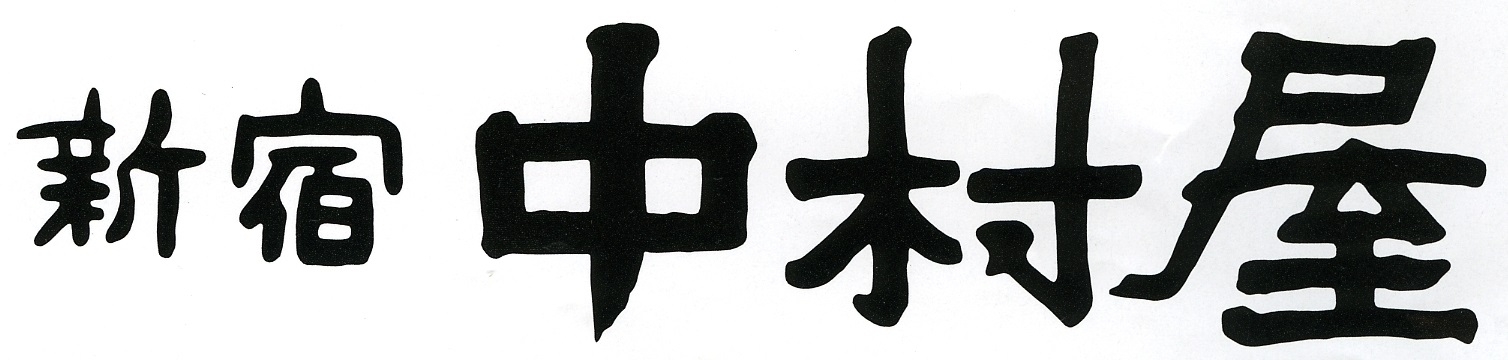
후 세쯔이 휘호 한 신주쿠 나카무라 야 로고

서예가로는 모리 오가이의 묘비명을 휘호 했으며, 개인의 묘비 문자를 중심으로 전국에 15 개 정도의 비석을 확인할 수 있다 .
또한 중국 책과 탁본 수집 비용을 충당하기 다양한 기업 및 제품 로고 도 제작했다. 유명한 것으로 청주 " 일본 모리 '의 로고가있다. 현재도 후 세쯔 책이 미야 사카 양조 의 청주 「 마스미 」나 신주쿠 나카무라 야 의 로고로 사용되고있다.</br>

## 관련 서적
- 나가노 현이나 문화 회관 '탄생 140년 화가 서예가 나카무라 후 세쯔의 모든 전」(도록. 2006년)
- 다이토 구립서도 박물관 편 "화가 서예가 나카무라 후 세쯔 모든 다이토 구립서도 박물관 소장품 선집」2013년 3월

## 같이 보기
- 다이토 구립 서예 박물관
- 안진경 자서建中고身帖사건
- 나는 고양이로소이다 - 나카무라 후세쓰가 삽화를 그린
- 모리 오가이- 유언에 따라 나카무라 후세쓰가 비문을 휘호 한
- 일본의 서예 역사
- 일본의 한자 서예 목록

### 내용주
1. ↑  この間、1980年に顔真卿自書建中告身帖事件が起きている。

### 참조주
1. ↑  弦田平八郎ほか編『中村不折』시나노 매일신간사, 쇼와 60년 발행, 228페이지
2. ↑  “「吾輩ハ猫デアル」挿絵”. 《台東区ヴァーチャル美術館》. 台東区役所. 2015年10月3日에 원본 문서에서 보존된 문서. 2015년 10월 4일에 확인함.
3. ↑  中村不折 独立行政法人国立文化財機構 東京文化財研究所データベース
4. ↑  林淳『近世・近代の著名書家による石碑集成 日下部鳴鶴・巌谷一六・金井金洞ら28名1500基』「中村不折石碑一覧表」に収録。勝山城博物館、2017年